# R contro Penguin Books Ltd
Il caso R contro Penguin Books Ltd (in inglese: R v Penguin Books Ltd), noto anche come Processo a Lady Chatterley, Processo contro Lady Chatterley o Processo Lady Chatterley (in inglese: The Lady Chatterley Trial) è stato un processo penale inglese, svoltosi nel 1960, che vide il Regno Unito contro la casa editrice Penguin Books ai sensi dell'Obscene Publications Act 1959, per la loro pubblicazione dell'edizione non censurata del romanzo L'amante di Lady Chatterley, dello scrittore D.H. Lawrence. 

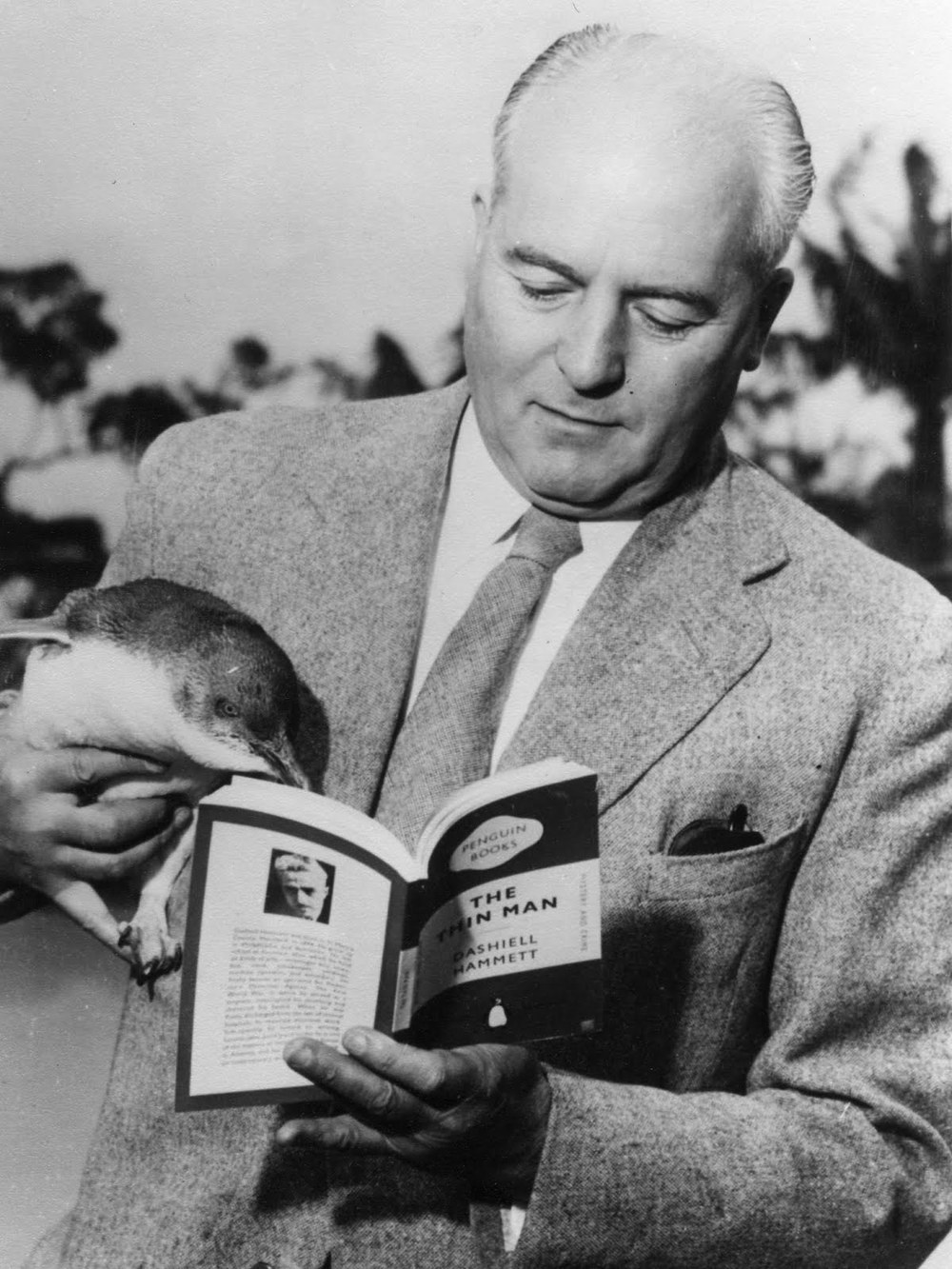
Allen Lane, fondatore della Penguin Books e coimputato nel processo

Il processo si svolse fra il 20 ottobre e il 2 novembre 1960 presso l'aula n.1 dell'Old Bailey, a Londra, e vide Mervyn Griffith-Jones come pubblico ministero, Gerald Gardiner, Jeremy Hutchinson e Richard du Cann come avvocati per la difesa e Laurence Byrne come presidente della corte. 

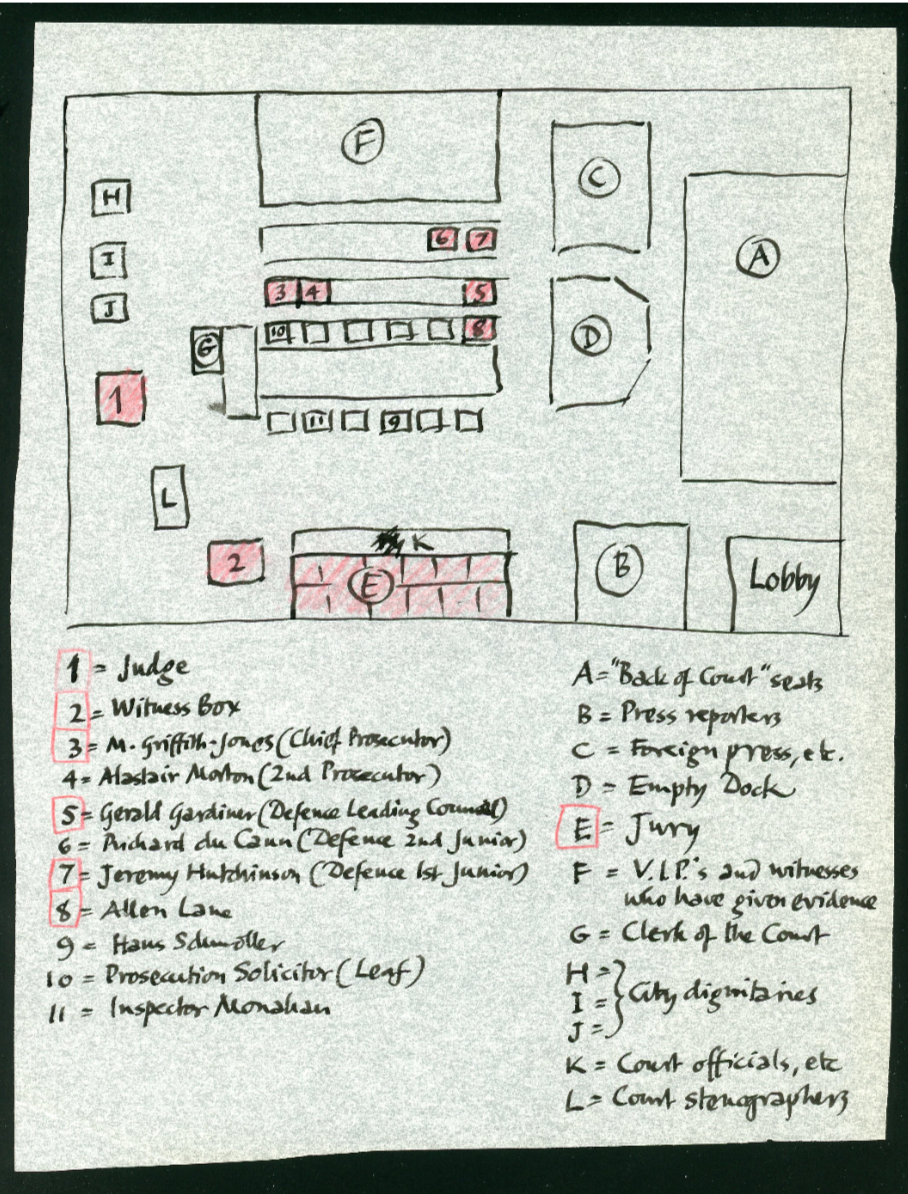
Schema originale dell'aula dove si svolse il processo, a opera di Hans Schmoller

La giuria si espresse a favore dell'imputato ai sensi della sezione 4 dell'Act, giudicando il romanzo un'opera "nell'interesse della scienza, della letteratura, dell'arte o dell'apprendimento, o di altri oggetti di interesse generale" e che quindi rientrava nella legittima fornitura di beni pubblici. La sentenza costituì un caso di prova e fornì la base per la progressiva liberalizzazione dell'editoria ed è da molti indicata come uno dei punti di inizio della società permissiva nella Gran Bretagna.

## Contesto
Il disegno di legge sulle pubblicazioni oscene fu presentato per la prima volta al Parlamento nel 1955, su raccomandazione del Comitato Herbert, e dopo che, su istigazione della Society of Authors, la Penguin Books era stata accusata di oscenità per la pubblicità di Germinale e del Decameron. Il promotore della legge, Roy Jenkins, argomentò come l'attuale legge sulla diffamazione oscena, inclusa nella common law, non fosse adeguata e citò cinque processi del 1954 che mettevano in luce le ambiguità dell'attuale legislazione, che poggiava sul caso R v Hicklin e aveva come conseguenza una rigida censura letteraria. 
La proposta di legge invece prevedeva eccezioni per quelle opere che fossero giudicate di interesse artistico o scientifico, un limite di tempo per le azioni penali, l'obbligo di considerare l'opera nella sua totalità, permetteva ai librai di appellarsi alla diffusione innocente e di opporsi agli ordini di distruzione, introduceva il diritto all'appello e limitava le pene previste in caso di colpevolezza. Inoltre, Sir Theobald Mathew, Direttore delle Pubbliche Accuse (DPP), presentò alla Concilio Ristretto della Camera dei Comuni un emendamento secondo chi, prima di procedere, sarebbe stata valutata la reputazione complessiva di autore, editore e stampatore. 
La legge entrò in vigore il 30 agosto 1959. Un anno dopo, ai sensi di essa fu intentata causa contro L'amante di Lady Chatterley e il suo editore, la Penguin Books. Il 26 agosto 1960, Roy Jenkins scrisse al The Spectator che l'accusa si basava su un'interpretazione errata della legge, opinione che ribadì anche in sede processuale, prima di essere messo a tacere dal presidente della corte. 

## Cronologia delle pubblicazioni
D.H. Lawrence produsse tre bozze prima di consegnare il manoscritto finale, non censurato, de L'amante di Lady Chatterley. Inizialmente programmato come un'edizione da 1.000 copie che avrebbe dovuto essere consegnato agli stampatori fiorentini il 9 marzo 1928, il suo editore, Martin Secker, rifiutò di pubblicare il testo se incensurato, obbligando Lawrence a ricorrere all'auto pubblicazione, che all'epoca comportava anche la rinuncia al copyright. Il romanzo fu stampato nel luglio 1928 e il mese seguente le copie furono tutte confiscate dalla dogana inglese e statunitense. 
Nel 1944, il romanzo fu ripreso dalla Dial Press, ma a causa delle ripetute accuse di oscenità non fu possibile pubblicare l'edizione completa in maniera regolare fino al 1959, dopo che il 21 luglio la corte americana dichiarò definitivamente che il romanzo non costituiva "pornografia". Nei mesi seguenti, la prima edizione non censurata fu pubblicata per il mercato statunitense dalla Grove, seguita, il 16 agosto 1960, dall'edizione Penguin per il Regno Unito. 
Il 25 agosto 1960, fu depositata una citazione contro la Penguin presso Bow Street Magistrates' Court, la quale era stata preceduta da uno scambio in proposito della pubblicazione del romanzo fra il capo della polizia di Peterborough e il presidente della DPP datato 18 marzo 1960, sebbene in quella data le notizie riguardanti l'imminente pubblicazione non fossero di pubblico dominio. 

## Processo

### Dichiarazioni di apertura
Il pubblico ministero, Mervyn Griffith-Jones, aprì il processo, spiegando alla giuria che il loro compito sarebbe stato quello di stabilire se il romanzo fosse osceno agli atti della sezione 2 dell'Obscene Act e, se, in tal caso, esso costituisse "bene pubblico" ai sensi della sezione 4 dello stesso. Ricordò loro che dovevano giudicare il libro nel suo complesso e che dovevano valutare se il libro avrebbe potuto corrompere o depravare qualcuno. 
Chiese loro, a tal proposito: "Approvereste che i vostri giovani figli, o le vostre giovani figlie, perché le ragazze sanno leggere tanto quanto i ragazzi, leggessero questo libro? È un libro che lascereste in giro per casa? È un libro che vorreste che vostra moglie o i vostri servi leggessero?". Griffith-Jones continuò a ammettendo che Lawrence era uno scrittore di statura e che il romanzo poteva avere un certo qual valore letterario, ma che il linguaggio, l'esaltazione della promiscuità e dell'adulterio, nonché la trama che fungeva solo da contorno per la descrizione dei rapporti sessuali, rendevano tutto ciò irrilevante.
Subito dopo, Gerald Gardiner presentò il caso della difesa. Sostenne che il romanzo non era osceno in quanto non avrebbe corrotto nessuno, che in ogni caso la reputazione di Lawrence era sufficiente a garantire che il romanzo fosse coperto dalla sezione 4 e infine che, a differenza di quanto sostenuto dall'accusa, il messaggio di Lawrence non riguardava affatto la promiscuità o l'adulterio, ma era invece edificante, dichiarando: "il messaggio di Lawrence, come avete sentito, era che la società del suo tempo in Inghilterra era malata, e la malattia di cui soffriva era il risultato dell'era delle macchine, della "dea empia" chiamata Successo, dell'importanza che tutti attribuivano al denaro e del grado in cui la mente era stata stressata a spese del corpo; e che ciò che avremmo dovuto fare era ristabilire le relazioni personali, la più grande delle quali era la relazione tra un uomo e una donna innamorati, in cui non c'era vergogna e niente di sbagliato, niente di impuro, niente di cui qualcuno non avesse il diritto di discutere", e che pertanto le descrizioni del sesso erano necessarie.
La difesa annunciò poi di aver chiamato 35 testimoni, mentre la difesa ne chiamò solo due, D.I. Monahan e Stephen Webb, del Board of Trade.

### Testimonianza del Vescovo di Woolwich
Una delle testimonianze più eclatanti fu quella di John Robinson, il vescovo di Woolwich. 
Chiamato a testimoniare per la difesa, a Robinson fu chiesto se ci fossero meriti etici nel romanzo e in quel caso quali fossero. Dopo che il giudice respinse l'obiezione dell'accusa sulla pertinenza della domanda, Robinson rispose che, mentre quella di Lawrence non era certo una visione cristiana, questo non toglieva che nel romanzo egli rappresentava la relazione carnale fra uomo e donna come qualcosa di sacrale, in cui corpo e spirito erano legati in comunione. Aggiunse poi che le descrizioni esplicite non potevano essere disgiunte dal contesto, che illuminava con sensibilità sulla bellezza delle relazioni umane. Sebbene durante il contro-interrogatorio ammise che il romanzo non aveva valore edificante, aggiunse che era un libro che secondo lui i cristiani dovrebbero leggere, sebbene l'accusa obiettò che tale giudizio era compito della giuria. 
Il giorno dopo la testimonianza, i giornali titolarono "Un libro che tutti i cristiani dovrebbero leggere". 

### Testimonianza di Richard Hoggart
Altrettanto influente fu la testimonianza, sempre per la difesa, del sociologo e professore di letteratura inglese Richard Hoggart. Interrogato sul valore letterario del libro e invitato ad analizzare il linguaggio del romanzo, Hoggard dichiarò: "La prima impressione, quando l'ho letto per la prima volta, è stata di shock, perché normalmente non compaiono nella letteratura perbene. Poi, man mano che si leggeva, si scopre che le parole perdevano quello shock. Si stavano progressivamente purificando man mano che venivano usate. Non abbiamo una parola in inglese per questo atto che non sia una lunga astrazione o un eufemismo evasivo, e noi scappiamo costantemente da essa, o ci dissolviamo in puntini, in un passaggio come quello. Voleva dire «Questo è ciò che si fa. In modo semplice e ordinario, si scopa", senza ridacchiare o sporcare»".
Durante l'interrogatorio dell'accusa, Hoggart fu invitato ad argomentare la sua definizione del romanzo come "altamente virtuoso se non puritano". Ironicamente, Griffith-Jones chiese: "Penso di aver vissuto la mia vita con un malinteso sul significato della parola 'puritano'. Mi può aiutare in proposito?". Al che Hoggart rispose: "Sì, molte persone vivono la loro vita con un malinteso sul significato della parola 'puritano'. Questo è il modo in cui decade il linguaggio. In Inghilterra oggi e per molto tempo la parola 'puritano' è stata estesa per indicare qualcuno che è contro tutto ciò che è piacevole, in particolare il sesso. Il suo significato proprio, per un letterato o per un linguista, è qualcuno che appartiene alla tradizione del puritanesimo britannico in generale, e la caratteristica distintiva di ciò è un intenso senso di responsabilità per la propria coscienza. In questo senso il libro è puritano". 

### Argomentazioni legali
Durante l'interrogatorio dello psicologo James Hemming, Gardiner chiese al giudice l'ammissibilità del riferimento e del confronto ad altre opere come prova delle intenzioni dell'autore e del clima culturale dell'epoca; argomentò inoltre che, dal momento che l'Act imponesse la valutazione dell'opera nel suo complesso e che imponesse soprattutto la dimostrazione dell'intento criminale. Concluse esponendo che, dal momento che l'intento dell'autore era un principio confutabile, doveva esserne ammessa la confutazione anche per mezzo di prove esterne. In risposta, Griffith-Jones argomentò citando il caso R v Montalk 1932, il cui verdetto escludeva che la valutazione dell'intento autoriale fosse rilevante nel giudicarne l'oscenità. 
Il giudice si pronunciò a favore dell'accusa, negando alla difesa la produzione di prove, fra cui l'esposizione di altri romanzi, per confutare l'intento di corruzione, così come la consultazione di un esperto per giudicarne il merito letterario, perché tale giudizio spettava alla giuria. 

### Arringhe conclusive e verdetto
In un lungo discorso che è stato definito un "capolavoro della retorica forense", Gardiner riassunse le testimonianze a suo favore e poi criticò la metodologia dell'accusa, sostenendo che non avesse rispettato il requisito dell'Act secondo cui un'opera andava valutata complessivamente: "In risposta a ciò che questi testimoni hanno detto, l'accusa non ha quasi mai posto loro alcuna domanda sul libro nel suo complesso. La tecnica è stata esattamente la stessa di prima della legge: leggere ad alta voce passaggi particolari e dire «Questo lo reputi morale?», oppure «Pensi che sia un buon pezzo di scrittura?» L'unica cosa che questa legge ha chiarito è che in futuro, per correttezza nei confronti dell'autore, il libro deve essere giudicato nel suo complesso". Continuò poi invitando la giuria a considerare come la difesa avesse dimostrato il beneficio per il pubblico derivante dalla pubblicazione del romanzo, citando le parole dei testimoni, fra cui quelle del vescovo Robinson. Ha concluso ricordando che il giudice non aveva ammesso il confronto con altri romanzi e quindi invitò la giuria a fare appello alle proprie conoscenze ed esperienze per valutare l'intento del defunto Lawrence nella scrittura del romanzo.
Da parte sua, nella sua arringa conclusiva Griffith-Jones ricordò alla giuria la definizione di oscenità e la sua interpretazione della legge, secondo cui non erano cambiati i criteri secondo cui essa andava stabilita, ma solo la portata di coloro che erano ritenuti influenzabili da essa. Continuò poi esponendo come il romanzo non condannasse affatto la promiscuità, anzi, facendo collimare la felicità col rapporto sessuale perfetto, incitava uomini e donne a prendere nuovi amanti fino a trovare questa "perfezione". Sollevando un punto non affrontato nel dibattito processuale, chiese alla giuria di leggere un ulteriore passaggio, tratto da pagina 258 dell'edizione Penguin 1960, dove si alludeva al sesso anale eterosessuale, un atto che, all'epoca, era illegale sia in Inghilterra che in Galles.
La giuria si riunì per deliberare per tre ore, per poi proclamare all'unanimità un verdetto di non colpevolezza.

## Conseguenze
Dopo la pubblicazione del verdetto, il 14 dicembre 1960 Charles Kerr, I barone Teviot, presentò alla Camera dei Lord un emendamento, da presentare al primo ministro Macmillan, con cui la legge contro l'oscenità sarebbe stata resa molto più rigida, ma, dopo un lungo dibattimento, fu respinto. 
Richard Hoggart, nella sua autobiografia, parlò del processo come di una pietra militare nell'elenco "canonico, seppur convenzionale, dei giudizi letterari in cui il confuso atteggiamento britannico verso la vita, l'arte e la censura si sono scontrati con più forza, progressisti contro conservatori, e sono diventati lo spartiacque che hanno portato alla nostra società permissiva". 
Il poeta Philip Larkin fece riferimento al processo in un suo componimento del 1974, "Annus Mirabilis".

### Esplicative
1. ↑  L'ultima parte, relativa alla servitù, è nota per aver scatenato il riso del pubblico di estrazione più elevata, incapaci di considerare l'idea che i propri servi avessero il tempo, l'interesse o le capacità di dedicarsi alla lettura, ed è diventato un tipico aneddoto per dimostrare l'estraniazione dell'establishment. Vedi Rolph, 1990; p.X
2. ↑  In ordine: Graham Hough, Helen Gardner, Joan Bennett, Rebecca West, John Robinson, Vescovo di Woolwich, Vivian de Sola Pinto, William Emrys Williams, A. Stephen Hopkinson, Richard Hoggart, Francis Cammaerts, Sarah Beryl Jones, Veronica Wedgwood, Francis Williams, E. M. Forster, Roy Jenkins, Walter Allen, Anne Scott-James, James Hemming, Raymond Williams, Norman St John-Stevas, J. W. Lambert, Allen Lane, Canon Milford, Kenneth Muir, Stanley Unwin, Cecil Day-Lewis, Stephen Potter, Janet Adam Smith, Noel Annan, Donald Tytler, John Connell, Dilys Powell, C. K. Young, Hector Hetherington, Bernardine Wall.
3. ↑  Sexual intercourse began
In nineteen sixty-three
(which was rather late for me) –
Between the end of the Chatterley ban
And the Beatles' first LP

### Bibliografiche
1. 1 2  Rolph, 1961; p.35
2. ↑   The Lady Chatterley Trial (PDF), su artscouncil.org.uk. URL consultato il 12 novembre 2024 (archiviato dall'url originale il 12 novembre 2021).
3. ↑  (EN) John Feather, A History of British Publishing, Routledge, 2 settembre 2003,  p. 205, ISBN 978-1-134-97296-8.
4. 1 2 3   Penguin portrait: Allen Lane and the Penguin editors, 1935-1970, collana Penguin books, 1. publ, Penguin, 1995,  pp. 231-236, ISBN 978-0-14-023852-5.
5. 1 2   OBSCENE PUBLICATIONS (Hansard, 22 November 1954), su api.parliament.uk.
6. 1 2   OBSCENE PUBLICATIONS BILL (Hansard, 25 November 1955), su api.parliament.uk.
7. 1 2  (EN) United States Court of Appeals Second Circuit, 276 F2d 433 Grove Press Inc v. K Christenberry, F2d, n. 276, 2 dicembre 1959,  p. 433.
8. ↑   Catalogue description                 'Lady Chatterley's Lover': obscenity: books, obscene: prosecutions, history of;..., 1960-1961.
9. 1 2  Rolph, 1961; p.17
10. ↑  Rolph, 1961; p.19
11. 1 2  Rolph, 1961; p.34
12. ↑  Rolph, 1961; pp.70-73
13. ↑  (EN) Nigel Yates, Love Now, Pay Later?: Sex And Religion In The Fifties And Sixties, SPCK, 1º gennaio 2011,  p. 175, ISBN 978-0-281-06544-8.
14. 1 2  Rolph, 1961; pp.98-100
15. 1 2  Rolph, 1961; pp.120-128
16. ↑  Rolph, 1990; p.VII
17. ↑  Rolph, 1961; pp.183, 199, 204
18. ↑  Rolph, 1961; pp.209-213, 223-224
19. ↑  (EN) María José Falcón y Tella, Law and Literature, BRILL, 26 aprile 2016,  p. 12, ISBN 978-90-04-30435-2.
20. ↑  (EN) Erik Erlanson, Jon Helgason e Peter Henning, Forbidden Literature: Case studies on censorship, Nordic Academic Press, Sweden, 17 giugno 2020,  p. 49, ISBN 978-91-88661-88-3.
21. ↑   Lords Sitting of 14 December 1960 (Hansard), su api.parliament.uk.
22. ↑  (EN) Richard Hoggart, A Measured Life: The Times and Places of an Orphaned Intellectual, Routledge, 6 marzo 2020,  p. 52, ISBN 978-1-000-67472-9.